# Crows ZERO
Crows Zero (クローズZERO Kurōzu Zero) là một bộ phim điện ảnh Nhật Bản dựa trên truyện tranh Crows (Tạm dịch: Những con quạ) của tác giả Takahashi Hiroshi. Phim được đạo diễn bởi Miike Takashi, biên kịch Shogo Muto. Nội dung phim xoay quanh các học sinh trường Trung học Suzuran, ngôi trường nổi tiếng về bạo lực.

## Nội dung
Phim bắt đầu với cảnh Katagiri Ken bị ông chủ của hắn bắn ngã xuống sông lúc trời nhập nhoạng tối. Sau đó phim chuyển đến ngày đầu tiên Takiya Genji (Oguri Shun), con trai một trùm xã hội đen, chuyển tới học tại trường cấp ba Nam sinh Suzuran với mục tiêu thống trị ngôi trường này. Đây vốn là ngôi trường nổi tiếng bạo lực với các băng đảng học sinh đánh nhau để giành quyền trở thành "Vua của Suzuran". Tuy nhiên từ lúc thành lập Suzuran chưa từng có ai đạt được vị trí đó. Hiện tại băng có vị thế lớn nhất trường là băng của Serizawa Tamao (Yamada Takayuki). Cũng trong ngày hôm đó, một nhóm xã hội đen đến Suzuran, tìm Tamao trả thù vì đã đánh đồng bọn của chúng bị thương. Để thể hiện sức mạnh của mình, Genji đã đánh bại chúng. Trong lúc ấy, Tamao đang đưa người bạn thân nhất của mình Tatsukawa Tokio đi khám bệnh.
Sau đó, Genji gặp Aizawa Ruka - nữ ca sĩ R&B tại một câu lạc bộ đêm. Cậu cũng gặp Katagiri Ken, thành viên của nhóm xã hội đen hôm trước, và hạ Ken chỉ bằng một cú đấm. Ken, cũng là cựu học sinh Suzuran, hứa sẽ giúp Genji đạt đến đỉnh cao của Suzuran. Ken đã chỉ cho Genji cách đánh bại một lớp học. Lớp đầu tiên cậu chinh phục được là lớp của Tamura Chuta và Chuta gia nhập với Genji. Qua Chuta, Genji đã biết về hệ thống quyền lực hiện tại của Suzuran. Năm nhất có bộ ba Kirishima Hiromi, Sugihara Makoto và Honjo Toshiaki đang gây dựng thanh thế. Năm hai có Hideto Bandou - một trong các Thủ lĩnh băng Thiết Giáp mới chuyển đến. Năm ba có lớp C của Makise Takashi, lớp B của anh em sinh đôi Mikami - vừa gia nhập vào băng của Tamao và băng của Izaki Shun. Đứng ngoài cuộc chiến là Rinda - học sinh năm hai - người được đồn là khi mới vào mới năm nhất đã hạ gục ít nhất 10 tên cùng lúc.
Với sự giúp đỡ của Ken, Genji lần lượt chinh phục được Makise và Izaki, thành lập nên băng "Genji Perfect Seiha" (GPS). Trước sự lớn mạnh từng ngày của GPS, Tokaji Yuji - người được coi là bộ não của băng Tamao đã giấu thủ lĩnh đánh lén Izaki. Izaki bị thương nặng đến mức phải nhập viện khiến Genji nổi điên muốn quyết chiến với Tamao ngay lập tức. Khi Tamao và Tokio tình cờ giáp mặt Genji tại một quán bar, hai bên xảy ra tranh chấp và định giải quyết ngay tại đó nhưng Tokio - đã từng là bạn thân của Genji hồi cấp hai ngăn lại. Khi đó đột nhiên Tokio phát bệnh và ngã xuống. Tokio có một khối u lớn ở não, phẫu thuật chỉ có 30% thành công. Dù vậy cậu vẫn quyết định phẫu thuật, đặt niềm tin vào chiến thắng của mình.
Genji muốn chinh phục Suzuran là để vượt qua cha mình, cựu học sinh Suzuran, người đã hứa nếu cậu thành công sẽ để cậu tiếp quản băng xã hội đen ông đang cầm đầu. Khi ông chủ của Ken biết Genji là con trai của băng đối địch, hắn đã ra lệnh cho Ken giết cậu.
Để đảm bảo chiến thắng cho băng mình, Tokaji một lần nữa giấu Tamao liên lạc với Bandou, trao đổi việc Bandou bắt cóc Ruka nhằm gây sức ép cho Genji. Khi Genji nhận được điện thoại cầu cứu của Ruka nói về những kẻ mặc áo da in hình đầu lâu sau lưng - biểu tượng của nhóm Bandou, GPS đã đến gây chiến với Bandou. Khi Genji nhận ra rằng không ai trong nhóm Bandou mặc áo in hình như vậy, Bando nói cho cậu biết nhóm mình đã bỏ biểu tượng ấy đi và hiện giờ không còn ai mặc nữa. Trước hành động sẵn sàng hy sinh vì Makise và dám chịu trách nhiệm về việc gây chiến trước của Genji, Bandou cũng cho cậu biết về kế hoạch của Tokaji và nơi có thể cứu được Ruka.
Genji tìm đến câu lạc bộ băng Tamao thường tụ tập đòi người. Khi đó Tamao mới biết đến thủ đoạn của Tokaji và suýt nữa là đánh Tokaji thê thảm nếu không có người cản lại. Hai băng đi đến trận quyết chiến diễn ra vào 5 giờ chiều hôm sau cũng là lúc Tokio vào phòng mổ.
Trước trận đấu, Tamao tha thứ cho Tokaji, cho phép cậu tham gia trận đấu, cùng chiến thắng rồi cùng đi khoe với Tokio. Cũng trong lúc này ông chủ của Ken đem Ken đi thủ tiêu vì trái lệnh không giết Genji mà còn báo cho bố Genji biết. Ban đầu băng Tamao áp đảo GPS nhưng khi được băng Bandou đến trợ giúp thì GPS đã lật lại tình thế. Trận chiến kết thúc khi Genji đánh gục Tamao. Sau đó Tamao nhận được tin từ bệnh viện báo Tokio đã chiến thắng trong ca phẫu thuật. Về phần Ken, trước khi bị bắn, ông chủ đã cho anh áo khoác của mình - điều anh mơ ước bấy lâu là được mặc chiếc áo ấy. Hóa ra chiếc áo ấy là áo chống đạn và nó đã cứu mạng Ken.
Kết thúc phim, Tokio đã xuất viện, quay trở lại trường. Genji tiếp tục chinh phục đỉnh cao Suzuran, đến tìm Rinda để quyết đấu.

## Diễn viên

### GPS
- Oguri Shun: Takiya Genji
- Sōsuke Takaoka: Izaki Shun
- Suzunosuke Tanaka: Tamurta Chuta
- Tsutomu Takahashi: Makise Takatshi
- Katagiri Ken : Ken

### Suzuran
- Yamada Takayuki: Serizawa Tamao
- Kiritani Kenta: Tatsukawa Tokio
- Izaki Yusuke: Mikami Manabu
- Izaki Hisato: Mikami Takeshi
- Endō Kaname: Tokaji Yuji
- Yusuke Kamiji: Tsutsumoto Shōji

### Nhân vật khác
- Yabe Kyōsuke: Katagiri Ken
- Meisa Kuroki: Aizawa Ruka
- Kishitani Goro: Takiya Hideo
- Daitō Shunsuke: Kirishima Hiromi
- Hashizume Ryō: Honjo Toshiaki
- Koyanagi Yu: Sugihara Makoto
- Dai Watanabe: Hideto Bandou
- Motoki Fukami: Rinda

## Giải thưởng
Phim giành hai giải Japan Movie Critics Awards lần thứ 17.
- Nam diễn viên chính xuất sắc nhất: Oguri Shun
- Nam diễn viên phụ xuất sắc nhất: Yabe Kyosuke